# AKBラジオドラマ劇場
AKBラジオドラマ劇場（エーケービーラジオドラマげきじょう）は、2011年10月3日から2013年9月26日まで放送されたラジオドラマ。AKB48のメンバーが日替わりで出演していた。ニッポン放送制作、NRN系列で放送。

## 概要
週ごとにひとつのテーマで若手脚本家によって書き下ろされた1話完結のドラマ4話を、AKB48のメンバーが演じるラジオドラマ番組。毎週、メンバー3人ずつが日替わりで組み合わせを変えながら出演する。2013年9月一杯を持って放送を終了することを発表した。

## 放送日程

### 2011年
| 週     | 回 | 放送日   | 今週のテーマ   | 各話  | ドラマタイトル                 | 出演                           |
| ------ | -- | -------- | -------------- | ----- | ------------------------------ | ------------------------------ |
| 第1週  | 1  | 10月3日  | 初恋           | 第1話 | 「欲張りなエトセトラ」         | 高橋みなみ・宮澤佐江           |
| 第1週  | 2  | 10月4日  | 初恋           | 第2話 | 「初恋に癒される」             | 高橋みなみ・渡辺麻友           |
| 第1週  | 3  | 10月5日  | 初恋           | 第3話 | 「恋のキューピット」           | 高橋みなみ・渡辺麻友           |
| 第1週  | 4  | 10月6日  | 初恋           | 第4話 | 「告白」                       | 宮澤佐江・渡辺麻友             |
| 第2週  | 5  | 10月10日 | 親友           | 第1話 | 「走れ!メロロン」              | 仲谷明香・松井咲子             |
| 第2週  | 6  | 10月11日 | 親友           | 第2話 | 「ウズラの卵よ、永遠に」       | 倉持明日香・仲谷明香           |
| 第2週  | 7  | 10月12日 | 親友           | 第3話 | 「親友交換」                   | 倉持明日香・松井咲子           |
| 第2週  | 8  | 10月13日 | 親友           | 第4話 | 「さよならシャドウ」           | 倉持明日香・仲谷明香           |
| 第3週  | 9  | 10月17日 | 風は吹いている | 第1話 | 「台風姉妹」                   | 峯岸みなみ・柏木由紀           |
| 第3週  | 10 | 10月18日 | 風は吹いている | 第2話 | 「クロースホールド」           | 秋元才加・柏木由紀             |
| 第3週  | 11 | 10月19日 | 風は吹いている | 第3話 | 「パパたちの教え」             | 秋元才加・峯岸みなみ           |
| 第3週  | 12 | 10月20日 | 風は吹いている | 第4話 | 「綿毛シスターズ」             | 峯岸みなみ・柏木由紀           |
| 第4週  | 13 | 10月24日 | 通学路         | 第1話 | 「ラブレターの行方」           | 倉持明日香・仲谷明香           |
| 第4週  | 14 | 10月25日 | 通学路         | 第2話 | 「一匹狼の帰り道」             | 仲谷明香・松井咲子             |
| 第4週  | 15 | 10月26日 | 通学路         | 第3話 | 「夜の通学路」                 | 倉持明日香・松井咲子           |
| 第4週  | 16 | 10月27日 | 通学路         | 第4話 | 「キツネ悲哀話」               | 仲谷明香・松井咲子             |
| 第5週  | 17 | 10月31日 | ステージ       | 第1話 | 「私のステージ」               | 秋元才加・峯岸みなみ           |
| 第5週  | 18 | 11月1日  | ステージ       | 第2話 | 「揚屋の彼女」                 | 峯岸みなみ・柏木由紀           |
| 第5週  | 19 | 11月2日  | ステージ       | 第3話 | 「夢のステージ」               | 秋元才加・峯岸みなみ           |
| 第5週  | 20 | 11月3日  | ステージ       | 第4話 | 「夢見る劇場」                 | 秋元才加・柏木由紀             |
| 第6週  | 21 | 11月7日  | メーク         | 第1話 | 「お姉ちゃんのルージュ」       | 梅田彩佳・佐藤亜美菜           |
| 第6週  | 22 | 11月8日  | メーク         | 第2話 | 「モモとメークとブランケット」 | 梅田彩佳・横山由依             |
| 第6週  | 23 | 11月9日  | メーク         | 第3話 | 「メモリーメイク」             | 梅田彩佳・佐藤亜美菜           |
| 第6週  | 24 | 11月10日 | メーク         | 第4話 | 「放課後の疑惑 」              | 横山由依・佐藤亜美菜           |
| 第7週  | 25 | 11月14日 | 本屋           | 第1話 | 「年輪堂書店の夜」             | 仁藤萌乃・北原里英             |
| 第7週  | 26 | 11月15日 | 本屋           | 第2話 | 「ポップ対決」                 | 仁藤萌乃・宮崎美穂             |
| 第7週  | 27 | 11月16日 | 本屋           | 第3話 | 「恐るべし鏑木堂」             | 北原里英・宮崎美穂             |
| 第7週  | 28 | 11月17日 | 本屋           | 第4話 | 「思い出の重い本」             | 仁藤萌乃・北原里英             |
| 第8週  | 29 | 11月21日 | キッチン       | 第1話 | 「ヒート ザ ミート」           | 大家志津香・片山陽加・秋元才加 |
| 第8週  | 30 | 11月22日 | キッチン       | 第2話 | 「キッチン童子」               | 大家志津香・片山陽加・秋元才加 |
| 第8週  | 31 | 11月23日 | キッチン       | 第3話 | 「姫君たちの台所」             | 大家志津香・片山陽加・秋元才加 |
| 第8週  | 32 | 11月24日 | キッチン       | 第4話 | 「ミッションは命懸け」         | 大家志津香・片山陽加・秋元才加 |
| 第9週  | 33 | 11月28日 | 運試し         | 第1話 | 「大空に咲く花」               | 梅田彩佳・佐藤亜美菜           |
| 第9週  | 34 | 11月29日 | 運試し         | 第2話 | 「一本勝負」                   | 梅田彩佳・横山由依             |
| 第9週  | 35 | 11月30日 | 運試し         | 第3話 | 「肉まんの友」                 | 梅田彩佳・横山由依・佐藤亜美菜 |
| 第9週  | 36 | 12月1日  | 運試し         | 第4話 | 「ブービートラップ」           | 横山由依・佐藤亜美菜           |
| 第10週 | 37 | 12月5日  | 進路相談       | 第1話 | 「冬の動物園」                 | 北原里英・宮崎美穂             |
| 第10週 | 38 | 12月6日  | 進路相談       | 第2話 | 「オンエアー」                 | 仁藤萌乃・北原里英             |
| 第10週 | 39 | 12月7日  | 進路相談       | 第3話 | 「君の進路はこっちだ」         | 仁藤萌乃・宮崎美穂             |
| 第10週 | 40 | 12月8日  | 進路相談       | 第4話 | 「本気度見せます」             | 仁藤萌乃・北原里英・宮崎美穂   |
| 第11週 | 41 | 12月12日 | お姉さん       | 第1話 | 「幸福の鐘がなる」             | 指原莉乃・前田敦子             |
| 第11週 | 42 | 12月13日 | お姉さん       | 第2話 | 「お姉ちゃんの抹茶アイス」     | 小嶋陽菜・指原莉乃             |
| 第11週 | 43 | 12月14日 | お姉さん       | 第3話 | 「Present for My sister」      | 小嶋陽菜・指原莉乃・前田敦子   |
| 第11週 | 44 | 12月15日 | お姉さん       | 第4話 | 「疑惑のお姉さん」             | 指原莉乃・前田敦子             |
| 第12週 | 45 | 12月19日 | クリスマス     | 第1話 | 「サンタクロースは居ますか?」  | 高橋みなみ・河西智美・柏木由紀 |
| 第12週 | 46 | 12月20日 | クリスマス     | 第2話 | 「コンビニな彼氏」             | 河西智美・柏木由紀             |
| 第12週 | 47 | 12月21日 | クリスマス     | 第3話 | 「サンタデリバリー」           | 高橋みなみ・柏木由紀           |
| 第12週 | 48 | 12月22日 | クリスマス     | 第4話 | 「ブッシュ・ド・ノエルの奇跡」 | 高橋みなみ・河西智美           |
| 第13週 | 49 | 12月26日 | 握手           | 第1話 | 「永遠のライバル」             | 大家志津香・片山陽加           |
| 第13週 | 50 | 12月27日 | 握手           | 第2話 | 「最後の一枚」                 | 大家志津香・片山陽加・秋元才加 |
| 第13週 | 51 | 12月28日 | 握手           | 第3話 | 「秋葉シスターズ登場」         | 大家志津香・秋元才加           |
| 第13週 | 52 | 12月29日 | 握手           | 第4話 | 「未来の握手」                 | 片山陽加・秋元才加             |

### 2012年
| 週     | 回  | 放送日   | 今週のテーマ     | 各話  | ドラマタイトル                       | 出演                             |
| ------ | --- | -------- | ---------------- | ----- | ------------------------------------ | -------------------------------- |
| 第14週 | 53  | 1月2日   | 始まり           | 第1話 | 「大菩薩峠」                         | 小嶋陽菜・篠田麻里子             |
| 第14週 | 54  | 1月3日   | 始まり           | 第2話 | 「私の願い事」                       | 小嶋陽菜・横山由依               |
| 第14週 | 55  | 1月4日   | 始まり           | 第3話 | 「始まりはいつも」                   | 小嶋陽菜・篠田麻里子・横山由依   |
| 第14週 | 56  | 1月5日   | 始まり           | 第4話 | 「フリーマーケット」                 | 小嶋陽菜・篠田麻里子・横山由依   |
| 第15週 | 57  | 1月9日   | 女子会           | 第1話 | 「セミスウィートパラダイス」         | 小嶋陽菜・指原莉乃・前田敦子     |
| 第15週 | 58  | 1月10日  | 女子会           | 第2話 | 「先生の夢」                         | 小嶋陽菜・指原莉乃               |
| 第15週 | 59  | 1月11日  | 女子会           | 第3話 | 「二人でしのぶ会」                   | 指原莉乃・前田敦子               |
| 第15週 | 60  | 1月12日  | 女子会           | 第4話 | 「すもマネの女子会」                 | 小嶋陽菜・前田敦子               |
| 第16週 | 61  | 1月16日  | 走る             | 第1話 | 「恥ずかしいゴール」                 | 河西智美・柏木由紀               |
| 第16週 | 62  | 1月17日  | 走る             | 第2話 | 「迷子のカメラ女子」                 | 高橋みなみ・柏木由紀             |
| 第16週 | 63  | 1月18日  | 走る             | 第3話 | 「激走」                             | 高橋みなみ・河西智美             |
| 第16週 | 64  | 1月19日  | 走る             | 第4話 | 「GO GO レディース」                 | 高橋みなみ・柏木由紀             |
| 第17週 | 65  | 1月23日  | 入試             | 第1話 | 「ビクトリーへ前進」                 | 板野友美・大島優子・藤江れいな   |
| 第17週 | 66  | 1月24日  | 入試             | 第2話 | 「友情のキャリーバッグ」             | 板野友美・大島優子               |
| 第17週 | 67  | 1月25日  | 入試             | 第3話 | 「面接の受け方」                     | 板野友美・藤江れいな             |
| 第17週 | 68  | 1月26日  | 入試             | 第4話 | 「480秒のエール」                    | 板野友美・大島優子               |
| 第18週 | 69  | 1月30日  | 鬼が出た         | 第1話 | 「ビーンズショット」                 | 佐藤夏希・近野莉菜               |
| 第18週 | 70  | 1月31日  | 鬼が出た         | 第2話 | 「仏の顔の鬼キャプテン」             | 小森美果・佐藤夏希               |
| 第18週 | 71  | 2月1日   | 鬼が出た         | 第3話 | 「サプライズオーディション」         | 小森美果・佐藤夏希・近野莉菜     |
| 第18週 | 72  | 2月2日   | 鬼が出た         | 第4話 | 「鬼やります」                       | 小森美果・近野莉菜               |
| 第19週 | 73  | 2月6日   | バレンタインデー | 第1話 | 「苦手なフリースロー」               | 大島優子・藤江れいな             |
| 第19週 | 74  | 2月7日   | バレンタインデー | 第2話 | 「未来のショコラ」                   | 板野友美・大島優子               |
| 第19週 | 75  | 2月8日   | バレンタインデー | 第3話 | 「戦争と平和」                       | 板野友美・藤江れいな             |
| 第19週 | 76  | 2月9日   | バレンタインデー | 第4話 | 「ネバー・ギブアップ、ワタシ」       | 板野友美・大島優子・藤江れいな   |
| 第20週 | 77  | 2月13日  | ハイタッチ       | 第1話 | 「半径150メートルの冒険」            | 小森美果・佐藤夏希・近野莉菜     |
| 第20週 | 78  | 2月14日  | ハイタッチ       | 第2話 | 「歩け、私達」                       | 小森美果・佐藤夏希・近野莉菜     |
| 第20週 | 79  | 2月15日  | ハイタッチ       | 第3話 | 「伝説の空中ハイタッチ」             | 小森美果・佐藤夏希・近野莉菜     |
| 第20週 | 80  | 2月16日  | ハイタッチ       | 第4話 | 「桜満開ハイタッチ」                 | 小森美果・佐藤夏希・近野莉菜     |
| 第21週 | 81  | 2月20日  | 風邪             | 第1話 | 「山田さん」                         | 小嶋陽菜・篠田麻里子・横山由依   |
| 第21週 | 82  | 2月21日  | 風邪             | 第2話 | 「恋のウィルス」                     | 小嶋陽菜・篠田麻里子・横山由依   |
| 第21週 | 83  | 2月22日  | 風邪             | 第3話 | 「がんばりません!」                  | 小嶋陽菜・篠田麻里子・横山由依   |
| 第21週 | 84  | 2月23日  | 風邪             | 第4話 | 「ラストシュートはネギの味」         | 小嶋陽菜・横山由依               |
| 第22週 | 85  | 2月27日  | テスト           | 第1話 | 「恋の矢の手ほどき」                 | 多田愛佳・中塚智実               |
| 第22週 | 86  | 2月28日  | テスト           | 第2話 | 「おべんきょうの友」                 | 多田愛佳・中塚智実・松原夏海     |
| 第22週 | 87  | 2月29日  | テスト           | 第3話 | 「オペレーター」                     | 多田愛佳・中塚智実               |
| 第22週 | 88  | 3月1日   | テスト           | 第4話 | 「桜散る帰宅部」                     | 多田愛佳・中塚智実・松原夏海     |
| 第23週 | 89  | 3月5日   | 合格             | 第1話 | 「犬猿の願掛け」                     | 佐藤亜美菜・田名部生来           |
| 第23週 | 90  | 3月6日   | 合格             | 第2話 | 「最終選考」                         | 小林香菜・佐藤亜美菜・田名部生来 |
| 第23週 | 91  | 3月7日   | 合格             | 第3話 | 「彼女の正体」                       | 小林香菜・佐藤亜美菜             |
| 第23週 | 92  | 3月8日   | 合格             | 第4話 | 「座ってすぐ合格」                   | 小林香菜・田名部生来             |
| 第24週 | 93  | 3月12日  | 電話             | 第1話 | 「過去デン」                         | 石田晴香・佐藤すみれ・鈴木紫帆里 |
| 第24週 | 94  | 3月13日  | 電話             | 第2話 | 「帰らない家」                       | 石田晴香・佐藤すみれ             |
| 第24週 | 95  | 3月14日  | 電話             | 第3話 | 「hug」                              | 佐藤すみれ・鈴木紫帆里           |
| 第24週 | 96  | 3月15日  | 電話             | 第4話 | 「とわの桜」                         | 石田晴香・鈴木紫帆里             |
| 第25週 | 97  | 3月19日  | 卒業             | 第1話 | 「門」                               | 多田愛佳・中塚智実・松原夏海     |
| 第25週 | 98  | 3月20日  | 卒業             | 第2話 | 「落書き」                           | 多田愛佳・松原夏海               |
| 第25週 | 99  | 3月21日  | 卒業             | 第3話 | 「先輩の卒業」                       | 多田愛佳・中塚智実・松原夏海     |
| 第25週 | 100 | 3月22日  | 卒業             | 第4話 | 「神様の第二ボタン」                 | 多田愛佳・松原夏海               |
| 第26週 | 101 | 3月26日  | 引っ越し         | 第1話 | 「理想の引っ越し」                   | 小林香菜・田名部生来             |
| 第26週 | 102 | 3月27日  | 引っ越し         | 第2話 | 「ダンボール2コ分の愛」              | 小林香菜・佐藤亜美菜             |
| 第26週 | 103 | 3月28日  | 引っ越し         | 第3話 | 「二人のスタートライン」             | 佐藤亜美菜・田名部生来           |
| 第26週 | 104 | 3月29日  | 引っ越し         | 第4話 | 「似たもの同士」                     | 小林香菜・佐藤亜美菜             |
| 第27週 | 105 | 4月2日   | 桜               | 第1話 | 「正直者の証」                       | 佐藤すみれ・鈴木紫帆里           |
| 第27週 | 106 | 4月3日   | 桜               | 第2話 | 「期待の新人!」                      | 石田晴香・佐藤すみれ             |
| 第27週 | 107 | 4月4日   | 桜               | 第3話 | 「桜前線発射隊」                     | 石田晴香・佐藤すみれ・鈴木紫帆里 |
| 第27週 | 108 | 4月5日   | 桜               | 第4話 | 「チェリーブロッサム、走れ!」        | 石田晴香・佐藤すみれ・鈴木紫帆里 |
| 第28週 | 109 | 4月9日   | はじめまして     | 第1話 | 「友達第一号」                       | 高城亜樹・中田ちさと             |
| 第28週 | 110 | 4月10日  | はじめまして     | 第2話 | 「ナナはしあわせ」                   | 中田ちさと・前田亜美             |
| 第28週 | 111 | 4月11日  | はじめまして     | 第3話 | 「連載いただきます」                 | 高城亜樹・中田ちさと・前田亜美   |
| 第28週 | 112 | 4月12日  | はじめまして     | 第4話 | 「幻の家来」                         | 高城亜樹・前田亜美               |
| 第29週 | 113 | 4月16日  | 待ち合わせ       | 第1話 | 「戦友と待ち合わせ」                 | 内田眞由美・菊地あやか・増田有華 |
| 第29週 | 114 | 4月17日  | 待ち合わせ       | 第2話 | 「春風は集合の合図」                 | 内田眞由美・菊地あやか・増田有華 |
| 第29週 | 115 | 4月18日  | 待ち合わせ       | 第3話 | 「待っている女」                     | 菊地あやか・増田有華             |
| 第29週 | 116 | 4月19日  | 待ち合わせ       | 第4話 | 「未来カプセル」                     | 内田眞由美・菊地あやか・増田有華 |
| 第30週 | 117 | 4月23日  | 旅行             | 第1話 | 「気分はミステリー」                 | 高城亜樹・中田ちさと・前田亜美   |
| 第30週 | 118 | 4月24日  | 旅行             | 第2話 | 「素晴らしい絶交旅行」               | 高城亜樹・中田ちさと・前田亜美   |
| 第30週 | 119 | 4月25日  | 旅行             | 第3話 | 「10年後の予約」                     | 高城亜樹・前田亜美               |
| 第30週 | 120 | 4月26日  | 旅行             | 第4話 | 「憧れのハワイ旅行」                 | 高城亜樹・中田ちさと・前田亜美   |
| 第31週 | 121 | 4月30日  | 初任給           | 第1話 | 「探し物は何ですか」                 | 鈴木まりや・仲川遥香             |
| 第31週 | 122 | 5月1日   | 初任給           | 第2話 | 「私のお値段」                       | 鈴木まりや・仲川遥香・野中美郷   |
| 第31週 | 123 | 5月2日   | 初任給           | 第3話 | 「大事なプレゼント」                 | 鈴木まりや・野中美郷             |
| 第31週 | 124 | 5月3日   | 初任給           | 第4話 | 「パンダパンの味」                   | 鈴木まりや・仲川遥香・野中美郷   |
| 第32週 | 125 | 5月7日   | 部活動           | 第1話 | 「さあ、部活を始めよう!」            | 市川美織・入山杏奈・島崎遥香     |
| 第32週 | 126 | 5月8日   | 部活動           | 第2話 | 「温泉部」                           | 市川美織・入山杏奈・島崎遥香     |
| 第32週 | 127 | 5月9日   | 部活動           | 第3話 | 「招かれざる新入部員」               | 入山杏奈・島崎遥香               |
| 第32週 | 128 | 5月10日  | 部活動           | 第4話 | 「ひとり天文部」                     | 市川美織・島崎遥香               |
| 第33週 | 129 | 5月14日  | 深呼吸           | 第1話 | 「最後の深呼吸」                     | 内田眞由美・増田有華             |
| 第33週 | 130 | 5月15日  | 深呼吸           | 第2話 | 「ever green」                       | 菊地あやか・増田有華             |
| 第33週 | 131 | 5月16日  | 深呼吸           | 第3話 | 「がんばれ!エキストラ」              | 内田眞由美・菊地あやか           |
| 第33週 | 132 | 5月17日  | 深呼吸           | 第4話 | 「シャックリ狂想曲」                 | 菊地あやか・増田有華             |
| 第34週 | 133 | 5月21日  | 立候補           | 第1話 | 「ユーウツな図書委員」               | 鈴木まりや・野中美郷             |
| 第34週 | 134 | 5月22日  | 立候補           | 第2話 | 「青空に歌え」                       | 鈴木まりや・仲川遥香・野中美郷   |
| 第34週 | 135 | 5月23日  | 立候補           | 第3話 | 「十二支総選挙」                     | 仲川遥香・野中美郷               |
| 第34週 | 136 | 5月24日  | 立候補           | 第4話 | 「リーダー失格」                     | 鈴木まりや・仲川遥香・野中美郷   |
| 第35週 | 137 | 5月28日  | 涙               | 第1話 | 「今はまだ、涙を流す時ではない」     | 竹内美宥・中村麻里子             |
| 第35週 | 138 | 5月29日  | 涙               | 第2話 | 「明日の料理」                       | 竹内美宥・永尾まりや             |
| 第35週 | 139 | 5月30日  | 涙               | 第3話 | 「泣けないんです」                   | 竹内美宥・中村麻里子             |
| 第35週 | 140 | 5月31日  | 涙               | 第4話 | 「トウメイ涙」                       | 永尾まりや・中村麻里子           |
| 第36週 | 141 | 6月4日   | キャプテン       | 第1話 | 「副キャプテンと呼ばないで」         | 北原里英・前田亜美・宮崎美穂     |
| 第36週 | 142 | 6月5日   | キャプテン       | 第2話 | 「キャプテンから一言」               | 北原里英・宮崎美穂               |
| 第36週 | 143 | 6月6日   | キャプテン       | 第3話 | 「チームふたり」                     | 北原里英・前田亜美・宮崎美穂     |
| 第36週 | 144 | 6月7日   | キャプテン       | 第4話 | 「キャプテンの心得」                 | 北原里英・前田亜美・宮崎美穂     |
| 第37週 | 145 | 6月11日  | 大逆転           | 第1話 | 「幸せくるくる」                     | 市川美織・入山杏奈・島崎遥香     |
| 第37週 | 146 | 6月12日  | 大逆転           | 第2話 | 「怒力の成果」                       | 市川美織・入山杏奈・島崎遥香     |
| 第37週 | 147 | 6月13日  | 大逆転           | 第3話 | 「里山の小さな大抗争」               | 市川美織・入山杏奈               |
| 第37週 | 148 | 6月14日  | 大逆転           | 第4話 | 「大逆転写真館」                     | 入山杏奈・島崎遥香               |
| 第38週 | 149 | 6月18日  | 雨               | 第1話 | 「青空ガーデンパーティ」             | 岩佐美咲・小森美香・近野莉菜     |
| 第38週 | 150 | 6月19日  | 雨               | 第2話 | 「雨の野外ライブ」                   | 岩佐美咲・小森美香・近野莉菜     |
| 第38週 | 151 | 6月20日  | 雨               | 第3話 | 「頭文字はA」                        | 岩佐美咲・小森美香・近野莉菜     |
| 第38週 | 152 | 6月21日  | 雨               | 第4話 | 「雨の魔法」                         | 岩佐美咲・小森美香・近野莉菜     |
| 第39週 | 153 | 6月25日  | 都市伝説         | 第1話 | 「四次元ばあさん」                   | 北原里英・前田亜美               |
| 第39週 | 154 | 6月26日  | 都市伝説         | 第2話 | 「雨のハッピーバースデイ!」          | 北原里英・前田亜美・宮崎美穂     |
| 第39週 | 155 | 6月27日  | 都市伝説         | 第3話 | 「さよならのヒロイン」               | 北原里英・前田亜美・宮崎美穂     |
| 第39週 | 156 | 6月28日  | 都市伝説         | 第4話 | 「君の瞳」                           | 北原里英・前田亜美・宮崎美穂     |
| 第40週 | 157 | 7月2日   | 星               | 第1話 | 「今日のラッキーアイテム」           | 岩佐美咲・小森美果・近野莉菜     |
| 第40週 | 158 | 7月3日   | 星               | 第2話 | 「星をあきらめて」                   | 小森美果・近野莉菜               |
| 第40週 | 159 | 7月4日   | 星               | 第3話 | 「何億光年の光」                     | 岩佐美咲・小森美果・近野莉菜     |
| 第40週 | 160 | 7月5日   | 星               | 第4話 | 「星ドロボーを探せ!」                | 岩佐美咲・小森美果・近野莉菜     |
| 第41週 | 161 | 7月9日   | 水着             | 第1話 | 「ビキニと貝殻の約束」               | 大家志津香・高城亜樹・松井咲子   |
| 第41週 | 162 | 7月10日  | 水着             | 第2話 | 「水着に愛を」                       | 大家志津香・高城亜樹・松井咲子   |
| 第41週 | 163 | 7月11日  | 水着             | 第3話 | 「水着なんていらない」               | 大家志津香・高城亜樹・松井咲子   |
| 第41週 | 164 | 7月12日  | 水着             | 第4話 | 「痩せる水着」                       | 大家志津香・高城亜樹・松井咲子   |
| 第42週 | 165 | 7月16日  | 雨宿り           | 第1話 | 「何も言うな」                       | 竹内美宥・中村麻里子             |
| 第42週 | 166 | 7月17日  | 雨宿り           | 第2話 | 「晴れた日の雨宿り」                 | 永尾まりや・中村麻里子           |
| 第42週 | 167 | 7月18日  | 雨宿り           | 第3話 | 「雨だれのうた」                     | 竹内美宥・永尾まりや             |
| 第42週 | 168 | 7月19日  | 雨宿り           | 第4話 | 「雨の日には、傘を…」                | 竹内美宥・永尾まりや・中村麻里子 |
| 第43週 | 169 | 7月23日  | 通信簿           | 第1話 | 「にゃーの会」                       | 梅田彩佳・大島優子・宮澤佐江     |
| 第43週 | 170 | 7月24日  | 通信簿           | 第2話 | 「完璧な通知表」                     | 梅田彩佳・大島優子・宮澤佐江     |
| 第43週 | 171 | 7月25日  | 通信簿           | 第3話 | 「自由の海」                         | 梅田彩佳・大島優子               |
| 第43週 | 172 | 7月26日  | 通信簿           | 第4話 | 「あの日の笑顔」                     | 梅田彩佳・宮澤佐江               |
| 第44週 | 173 | 7月30日  | 夏休み           | 第1話 | 「夏休みのトモ」                     | 高城亜樹・松井咲子               |
| 第44週 | 174 | 7月31日  | 夏休み           | 第2話 | 「お姉ちゃんの行動学」               | 大家志津香・松井咲子             |
| 第44週 | 175 | 8月1日   | 夏休み           | 第3話 | 「夏休みの目標」                     | 大家志津香・高城亜樹             |
| 第44週 | 176 | 8月2日   | 夏休み           | 第4話 | 「黄昏少女」                         | 大家志津香・高城亜樹             |
| 第45週 | 177 | 8月6日   | 自由研究         | 第1話 | 「ジョージが教えてくれた事」         | 仲川遥香・渡辺麻友               |
| 第45週 | 178 | 8月7日   | 自由研究         | 第2話 | 「危なすぎる自由研究」               | 片山陽加・仲川遥香・渡辺麻友     |
| 第45週 | 179 | 8月8日   | 自由研究         | 第3話 | 「カミサマの想い出」                 | 片山陽加・仲川遥香・渡辺麻友     |
| 第45週 | 180 | 8月9日   | 自由研究         | 第4話 | 「名前のない花」                     | 仲川遥香・渡辺麻友               |
| 第46週 | 181 | 8月13日  | 残暑見舞い       | 第1話 | 「バイバイサマー」                   | 石田晴香・柏木由紀               |
| 第46週 | 182 | 8月14日  | 残暑見舞い       | 第2話 | 「終わらない夏の少女へ」             | 石田晴香・柏木由紀・菊地あやか   |
| 第46週 | 183 | 8月15日  | 残暑見舞い       | 第3話 | 「17歳の特権」                       | 石田晴香・柏木由紀・菊地あやか   |
| 第46週 | 184 | 8月16日  | 残暑見舞い       | 第4話 | 「夏の音大全集」                     | 石田晴香・柏木由紀・菊地あやか   |
| 第47週 | 185 | 8月20日  | 浴衣             | 第1話 | 「夢見る浴衣たち」                   | 大島優子・宮澤佐江               |
| 第47週 | 186 | 8月21日  | 浴衣             | 第2話 | 「浴衣のサワコさん」                 | 梅田彩佳・大島優子・宮澤佐江     |
| 第47週 | 187 | 8月22日  | 浴衣             | 第3話 | 「大人の勝負浴衣」                   | 梅田彩佳・大島優子               |
| 第47週 | 188 | 8月23日  | 浴衣             | 第4話 | 「チェンジ」                         | 梅田彩佳・大島優子・宮澤佐江     |
| 第48週 | 189 | 8月27日  | 花火             | 第1話 | 「夏の想い出」                       | 片山陽加・渡辺麻友               |
| 第48週 | 190 | 8月28日  | 花火             | 第2話 | 「お見通しのサプライズ」             | 仲川遥香・渡辺麻友               |
| 第48週 | 191 | 8月29日  | 花火             | 第3話 | 「先っちょだけの花火」               | 片山陽加・仲川遥香・渡辺麻友     |
| 第48週 | 192 | 8月30日  | 花火             | 第4話 | 「花火の精」                         | 片山陽加・仲川遥香・渡辺麻友     |
| 第49週 | 193 | 9月3日   | 満月             | 第1話 | 「お帰りなさい!お姫様」              | 大場美奈・島田晴香・仲俣汐里     |
| 第49週 | 194 | 9月4日   | 満月             | 第2話 | 「お月様笑った」                     | 大場美奈・仲俣汐里               |
| 第49週 | 195 | 9月5日   | 満月             | 第3話 | 「ナイトダイブ」                     | 島田晴香・仲俣汐里               |
| 第49週 | 196 | 9月6日   | 満月             | 第4話 | 「お月見ドロボウ」                   | 大場美奈・島田晴香・仲俣汐里     |
| 第50週 | 197 | 9月10日  | けんか           | 第1話 | 「お地蔵さんにお願い」               | 石田晴香・柏木由紀・菊地あやか   |
| 第50週 | 198 | 9月11日  | けんか           | 第2話 | 「ウェイトレスはつらいよ」           | 石田晴香・柏木由紀・菊地あやか   |
| 第50週 | 199 | 9月12日  | けんか           | 第3話 | 「前を向いてGO」                     | 石田晴香・柏木由紀・菊地あやか   |
| 第50週 | 200 | 9月13日  | けんか           | 第4話 | 「ドールズハウス」                   | 石田晴香・柏木由紀・菊地あやか   |
| 第51週 | 201 | 9月17日  | 体育会系         | 第1話 | 「あの頃の空」                       | 岩田華怜・田野優花               |
| 第51週 | 202 | 9月18日  | 体育会系         | 第2話 | 「我ら恋愛応援部」                   | 岩田華怜・大場美奈・田野優花     |
| 第51週 | 203 | 9月19日  | 体育会系         | 第3話 | 「守るべき伝統」                     | 岩田華怜・大場美奈               |
| 第51週 | 204 | 9月20日  | 体育会系         | 第4話 | 「典型的体育会系」                   | 岩田華怜・大場美奈・田野優花     |
| 第52週 | 205 | 9月24日  | サプライズ       | 第1話 | 「サプライズ☆ベイビー」              | 大場美奈・島田晴香・仲俣汐里     |
| 第52週 | 206 | 9月25日  | サプライズ       | 第2話 | 「大人の恋愛事情」                   | 島田晴香・仲俣汐里               |
| 第52週 | 207 | 9月26日  | サプライズ       | 第3話 | 「60個目のサプライズ」               | 大場美奈・島田晴香               |
| 第52週 | 208 | 9月27日  | サプライズ       | 第4話 | 「プレゼント」                       | 大場美奈・島田晴香・仲俣汐里     |
| 第53週 | 209 | 10月1日  | 秋風             | 第1話 | 「秋色センチメンタル」               | 倉持明日香・藤江れいな           |
| 第53週 | 210 | 10月2日  | 秋風             | 第2話 | 「風の三姉妹の家出」                 | 倉持明日香・中塚智実・藤江れいな |
| 第53週 | 211 | 10月3日  | 秋風             | 第3話 | 「果物系男子はお好き?」              | 中塚智実・藤江れいな             |
| 第53週 | 212 | 10月4日  | 秋風             | 第4話 | 「蝉は鳴いているか」                 | 倉持明日香・中塚智実・藤江れいな |
| 第54週 | 213 | 10月8日  | あこがれ         | 第1話 | 「あこがれの先輩」                   | 岩田華怜・大場美奈・田野優花     |
| 第54週 | 214 | 10月9日  | あこがれ         | 第2話 | 「憧れの出会い」                     | 大場美奈・田野優花               |
| 第54週 | 215 | 10月10日 | あこがれ         | 第3話 | 「あこがれのお茶会」                 | 岩田華怜・大場美奈               |
| 第54週 | 216 | 10月11日 | あこがれ         | 第4話 | 「ビター・スウィート」               | 岩田華怜・田野優花               |
| 第55週 | 217 | 10月15日 | 約束             | 第1話 | 「ラストプレゼント」                 | 倉持明日香・藤江れいな           |
| 第55週 | 218 | 10月16日 | 約束             | 第2話 | 「東京タワー」                       | 倉持明日香・中塚智実・藤江れいな |
| 第55週 | 219 | 10月17日 | 約束             | 第3話 | 「空色少女」                         | 倉持明日香・中塚智実             |
| 第55週 | 220 | 10月18日 | 約束             | 第4話 | 「3日間の約束」                      | 倉持明日香・中塚智実・藤江れいな |
| 第56週 | 221 | 10月22日 | 転校生           | 第1話 | 「ベテラン転校生」                   | 阿部マリア・加藤玲奈・山内鈴蘭   |
| 第56週 | 222 | 10月23日 | 転校生           | 第2話 | 「カトリーヌにはかなわない」         | 阿部マリア・加藤玲奈・山内鈴蘭   |
| 第56週 | 223 | 10月24日 | 転校生           | 第3話 | 「友達なんかいらない」               | 阿部マリア・加藤玲奈・山内鈴蘭   |
| 第56週 | 224 | 10月25日 | 転校生           | 第4話 | 「じゃあね!」                        | 阿部マリア・山内鈴蘭             |
| 第57週 | 225 | 10月29日 | いたずら         | 第1話 | 「ドーナツ・トラップ」               | 岩佐美咲・仲谷明香・峯岸みなみ   |
| 第57週 | 226 | 10月30日 | いたずら         | 第2話 | 「最後のダンスショー」               | 岩佐美咲・仲谷明香・峯岸みなみ   |
| 第57週 | 227 | 10月31日 | いたずら         | 第3話 | 「Grazie!」                          | 岩佐美咲・仲谷明香               |
| 第57週 | 228 | 11月1日  | いたずら         | 第4話 | 「緑川ショウコ被害者の会」           | 岩佐美咲・仲谷明香・峯岸みなみ   |
| 第58週 | 229 | 11月5日  | 忘れ物           | 第1話 | 「スタートライン」                   | 阿部マリア・加藤玲奈・山内鈴蘭   |
| 第58週 | 230 | 11月6日  | 忘れ物           | 第2話 | 「ラストチャンス」                   | 阿部マリア・加藤玲奈             |
| 第58週 | 231 | 11月7日  | 忘れ物           | 第3話 | 「つながる想い」                     | 阿部マリア・加藤玲奈・山内鈴蘭   |
| 第58週 | 232 | 11月8日  | 忘れ物           | 第4話 | 「ウサ子」                           | 加藤玲奈・山内鈴蘭               |
| 第59週 | 233 | 11月12日 | ダメ出し         | 第1話 | 「ダメ出しのスケッチ」               | 小嶋菜月・名取稚菜               |
| 第59週 | 234 | 11月13日 | ダメ出し         | 第2話 | 「ダメ出しの多い料理人」             | 名取稚菜・森川彩香               |
| 第59週 | 235 | 11月14日 | ダメ出し         | 第3話 | 「乗り過ごした初恋」                 | 小嶋菜月・森川彩香               |
| 第59週 | 236 | 11月15日 | ダメ出し         | 第4話 | 「浦島小太郎伝説」                   | 小嶋菜月・名取稚菜               |
| 第60週 | 237 | 11月19日 | 泣き虫           | 第1話 | 「タイヤキ屋の前で」                 | 岩佐美咲・仲谷明香               |
| 第60週 | 238 | 11月20日 | 泣き虫           | 第2話 | 「あの日、あの時の」                 | 仲谷明香・峯岸みなみ             |
| 第60週 | 239 | 11月21日 | 泣き虫           | 第3話 | 「泣けない理由」                     | 岩佐美咲・峯岸みなみ             |
| 第60週 | 240 | 11月22日 | 泣き虫           | 第4話 | 「泣き虫チカちゃん」                 | 仲谷明香・峯岸みなみ             |
| 第61週 | 241 | 11月26日 | 秘密             | 第1話 | 「かわいいモモカ」                   | 佐藤すみれ・増田有華             |
| 第61週 | 242 | 11月27日 | 秘密             | 第2話 | 「バラ園の秘密」                     | 佐藤亜美菜・佐藤すみれ・増田有華 |
| 第61週 | 243 | 11月28日 | 秘密             | 第3話 | 「秘密生徒会」                       | 佐藤亜美菜・佐藤すみれ・増田有華 |
| 第61週 | 244 | 11月29日 | 秘密             | 第4話 | 「ラブ・ストーリー」                 | 佐藤亜美菜・増田有華             |
| 第62週 | 245 | 12月3日  | 小春日和         | 第1話 | 「注文の多い雨宿り」                 | 小嶋菜月・名取稚菜・森川彩香     |
| 第62週 | 246 | 12月4日  | 小春日和         | 第2話 | 「衣替えから始めよう」               | 名取稚菜・森川彩香               |
| 第62週 | 247 | 12月5日  | 小春日和         | 第3話 | 「越冬日和」                         | 小嶋菜月・名取稚菜・森川彩香     |
| 第62週 | 248 | 12月6日  | 小春日和         | 第4話 | 「小春日和シンドローム」             | 小嶋菜月・名取稚菜・森川彩香     |
| 第63週 | 249 | 12月10日 | サンタクロース   | 第1話 | 「サンタクロース.Inc」               | 佐藤亜美菜・増田有華             |
| 第63週 | 250 | 12月11日 | サンタクロース   | 第2話 | 「プレゼント戦隊サン・タク・ロース」 | 佐藤亜美菜・佐藤すみれ・増田有華 |
| 第63週 | 251 | 12月12日 | サンタクロース   | 第3話 | 「サンタが街にやってくる」           | 佐藤亜美菜・佐藤すみれ           |
| 第63週 | 252 | 12月13日 | サンタクロース   | 第4話 | 「恋するサンタクロース」             | 佐藤亜美菜・佐藤すみれ・増田有華 |
| 第64週 | 253 | 12月17日 | 寄り道           | 第1話 | 「昔の香」                           | 秋元才加・板野友美・片山陽加     |
| 第64週 | 254 | 12月18日 | 寄り道           | 第2話 | 「小さな背中」                       | 板野友美・片山陽加               |
| 第64週 | 255 | 12月19日 | 寄り道           | 第3話 | 「金の小野ちゃん」                   | 秋元才加・板野友美・片山陽加     |
| 第64週 | 256 | 12月20日 | 寄り道           | 第4話 | 「だからこそ見える景色」             | 秋元才加・片山陽加               |
| 第65週 | 257 | 12月24日 | おみやげ         | 第1話 | 「月子さんのクマさんショコラ」       | 菊地あやか・松井咲子             |
| 第65週 | 258 | 12月25日 | おみやげ         | 第2話 | 「失礼なおみやげ」                   | 梅田彩佳・菊地あやか・松井咲子   |
| 第65週 | 259 | 12月26日 | おみやげ         | 第3話 | 「新幹線に飛び乗って」               | 梅田彩佳・菊地あやか・松井咲子   |
| 第65週 | 260 | 12月27日 | おみやげ         | 第4話 | 「リボンをほどいたら」               | 梅田彩佳・菊地あやか             |

### 2013年
| 週               | 回  | 放送日          | 今週のテーマ   | 各話  | ドラマタイトル                       | 出演                             |
| ---------------- | --- | --------------- | -------------- | ----- | ------------------------------------ | -------------------------------- |
| 第66週           | 261 | 2012年 12月31日 | 福袋           | 第1話 | 「福袋友だち」                       | 秋元才加・板野友美・片山陽加     |
| 第66週           | 262 | 1月1日          | 福袋           | 第2話 | 「お正月の過ごし方」                 | 板野友美・秋元才加               |
| 第66週           | 263 | 1月2日          | 福袋           | 第3話 | 「商店街の福袋」                     | 片山陽加・板野友美               |
| 第66週           | 264 | 1月3日          | 福袋           | 第4話 | 「ラッキーパッケージ」               | 片山陽加・秋元才加               |
| 第67週           | 265 | 1月7日          | タイムリミット | 第1話 | 「いつまでも三日前」                 | 菊地あやか・梅田彩佳             |
| 第67週           | 266 | 1月8日          | タイムリミット | 第2話 | 「恋する時刻表」                     | 松井咲子・梅田彩佳・菊地あやか   |
| 第67週           | 267 | 1月9日          | タイムリミット | 第3話 | 「星空の約束」                       | 梅田彩佳・松井咲子               |
| 第67週           | 268 | 1月10日         | タイムリミット | 第4話 | 「夢を売る人」                       | 松井咲子・菊地あやか             |
| 第68週           | 269 | 1月14日         | 冒険           | 第1話 | 「お嬢様の秘密」                     | 北原里英・仁藤萌乃・田名部生来   |
| 第68週           | 270 | 1月15日         | 冒険           | 第2話 | 「ボス猿王の伝説」                   | 北原里英・仁藤萌乃・田名部生来   |
| 第68週           | 271 | 1月16日         | 冒険           | 第3話 | 「もう一人の勇者」                   | 田名部生来・仁藤萌乃             |
| 第68週           | 272 | 1月17日         | 冒険           | 第4話 | 「紫式部の他力本願的冒険」           | 仁藤萌乃・田名部生来・北原里英   |
| 第69週           | 273 | 1月21日         | ひとりごと     | 第1話 | 「気になる独り言」                   | 板野友美・秋元才加・片山陽加     |
| 第69週           | 274 | 1月22日         | ひとりごと     | 第2話 | 「お姫さまになりたい!」              | 板野友美・秋元才加・片山陽加     |
| 第69週           | 275 | 1月23日         | ひとりごと     | 第3話 | 「番長の独り言」                     | 秋元才加・板野友美               |
| 第69週           | 276 | 1月24日         | ひとりごと     | 第4話 | 「ポケットの相棒」                   | 片山陽加・板野友美・秋元才加     |
| 第70週           | 277 | 1月28日         | 梅一輪         | 第1話 | 「春色キャンバス」                   | 田名部生来・北原里英・仁藤萌乃   |
| 第70週           | 278 | 1月29日         | 梅一輪         | 第2話 | 「餅巻き」                           | 田名部生来・北原里英             |
| 第70週           | 279 | 1月30日         | 梅一輪         | 第3話 | 「早春の味」                         | 仁藤萌乃・田名部生来・北原里英   |
| 第70週           | 280 | 1月31日         | 梅一輪         | 第4話 | 「暗闇に咲く花」                     | 北原里英・仁藤萌乃               |
| 第71週           | 281 | 2月4日          | コンプレックス | 第1話 | 「青春コンプレックス」               | 倉持明日香・鈴木柴帆里・松原夏海 |
| 第71週           | 282 | 2月5日          | コンプレックス | 第2話 | 「美しすぎる悩み」                   | 鈴木柴帆里・松原夏海             |
| 第71週           | 283 | 2月6日          | コンプレックス | 第3話 | 「初恋コンプレックス」               | 松原夏海・倉持明日香             |
| 第71週           | 284 | 2月7日          | コンプレックス | 第4話 | 「泥まみれになれ」                   | 鈴木柴帆里・松原夏海             |
| 第72週           | 285 | 2月11日         | 制服           | 第1話 | 「泪色の制服」                       | 大場美奈・小林茉里奈             |
| 第72週           | 286 | 2月12日         | 制服           | 第2話 | 「制服時間」                         | 大場美奈・伊豆田莉奈             |
| 第72週           | 287 | 2月13日         | 制服           | 第3話 | 「自由にさせてよ」                   | 大場美奈・小林茉里奈・伊豆田莉奈 |
| 第72週           | 288 | 2月14日         | 制服           | 第4話 | 「制服の砦」                         | 大場美奈・小林茉里奈・伊豆田莉奈 |
| 第73週           | 289 | 2月18日         | パワースポット | 第1話 | 「ギンガム君」                       | 梅田彩佳・松井咲子・菊地あやか   |
| 第73週           | 290 | 2月19日         | パワースポット | 第2話 | 「キミノトナリ」                     | 佐藤すみれ・佐藤亜美菜           |
| 第73週           | 291 | 2月20日         | パワースポット | 第3話 | 「私の神の木」                       | 仁藤萌乃・北原里英・田名部生来   |
| 第73週           | 292 | 2月21日         | パワースポット | 第4話 | 「三羽目の兎」                       | 倉持明日香・鈴木柴帆里           |
| 第74週           | 293 | 2月25日         | ラブソング     | 第1話 | 「万葉ラブソング講座」               | 倉持明日香・鈴木柴帆里・松原夏海 |
| 第74週           | 294 | 2月26日         | ラブソング     | 第2話 | 「このラブソングは誰のもの?」        | 倉持明日香・鈴木柴帆里・松原夏海 |
| 第74週           | 295 | 2月27日         | ラブソング     | 第3話 | 「もはやラブソング」                 | 倉持明日香・鈴木柴帆里           |
| 第74週           | 296 | 2月28日         | ラブソング     | 第4話 | 「猫が教えてくれたこと」             | 倉持明日香・松原夏海             |
| 第75週           | 297 | 3月4日          | エール         | 第1話 | 「伝説の家庭教師」                   | 川栄李奈・高橋朱里               |
| 第75週           | 298 | 3月5日          | エール         | 第2話 | 「オルゴールの上のバレリーナ」       | 武藤十夢・高橋朱里               |
| 第75週           | 299 | 3月6日          | エール         | 第3話 | 「ミッドナイト・エール」             | 川栄李奈・武藤十夢・高橋朱里     |
| 第75週           | 300 | 3月7日          | エール         | 第4話 | 「さよならじゃない」                 | 川栄李奈・武藤十夢               |
| 第76週           | 301 | 3月11日         | メッセージ     | 第1話 | 「がんばる私」                       | 大場美奈・伊豆田莉奈             |
| 第76週           | 302 | 3月12日         | メッセージ     | 第2話 | 「行間読んじゃダメ」                 | 小林茉里奈・大場美奈             |
| 第76週           | 303 | 3月13日         | メッセージ     | 第3話 | 「人騒がせなメッセージカード」       | 大場美奈・小林茉里奈・伊豆田莉奈 |
| 第76週           | 304 | 3月14日         | メッセージ     | 第4話 | 「裏メッセージ」                     | 大場美奈・小林茉里奈・伊豆田莉奈 |
| 第77週           | 305 | 3月18日         | 変身           | 第1話 | 「思いきって」                       | 中村麻里子・島田晴香・永尾まりや |
| 第77週           | 306 | 3月19日         | 変身           | 第2話 | 「ピーコ!!」                         | 永尾まりや・島田晴香             |
| 第77週           | 307 | 3月20日         | 変身           | 第3話 | 「カメレオン・ガール」               | 中村麻里子・永尾まりや           |
| 第77週           | 308 | 3月21日         | 変身           | 第4話 | 「君が書いた台詞」                   | 島田晴香・永尾まりや・中村麻里子 |
| 第78週           | 309 | 3月25日         | 花吹雪         | 第1話 | 「桜物語」                           | 川栄李奈・高橋朱里               |
| 第78週           | 310 | 3月26日         | 花吹雪         | 第2話 | 「平成十七年度の伝説」               | 武藤十夢・川栄李奈               |
| 第78週           | 311 | 3月27日         | 花吹雪         | 第3話 | 「最後のソメイヨシノ」               | 高橋朱里・武藤十夢               |
| 第78週           | 312 | 3月28日         | 花吹雪         | 第4話 | 「さよなら、いい子ちゃん」           | 高橋朱里・川栄李奈・武藤十夢     |
| 第79週           | 313 | 4月1日          | ルーキー       | 第1話 | 「幸せを作る仕事」                   | 藤田奈那・阿部マリア・近野莉菜   |
| 第79週           | 314 | 4月2日          | ルーキー       | 第2話 | 「期待外れのルーキー」               | 近野莉菜・阿部マリア             |
| 第79週           | 315 | 4月3日          | ルーキー       | 第3話 | 「つぶやき姫」                       | 阿部マリア・藤田奈那・近野莉菜   |
| 第79週           | 316 | 4月4日          | ルーキー       | 第4話 | 「真昼の戦場」                       | 阿部マリア・藤田奈那・近野莉菜   |
| 第80週           | 317 | 4月8日          | 口ぐせ         | 第1話 | 「春の水族館」                       | 永尾まりや・中村麻里子・島田晴香 |
| 第80週           | 318 | 4月9日          | 口ぐせ         | 第2話 | 「言霊の力」                         | 永尾まりや・中村麻里子           |
| 第80週           | 319 | 4月10日         | 口ぐせ         | 第3話 | 「丸ごと愛して」                     | 永尾まりや・島田晴香             |
| 第80週           | 320 | 4月11日         | 口ぐせ         | 第4話 | 「魔女の口ぐせ」                     | 島田晴香・中村麻里子             |
| 第81週           | 321 | 4月15日         | イメチェン     | 第1話 | 「放課後、ここで」                   | 岩田華怜・入山杏奈               |
| 第81週           | 322 | 4月16日         | イメチェン     | 第2話 | 「マジレス、やめます!」              | 岩田華怜・入山杏奈・仲俣汐里     |
| 第81週           | 323 | 4月17日         | イメチェン     | 第3話 | 「階段の幽霊」                       | 岩田華怜・入山杏奈・仲俣汐里     |
| 第81週           | 324 | 4月18日         | イメチェン     | 第4話 | 「アリスのパラドクス」               | 岩田華怜・仲俣汐里               |
| 第82週           | 325 | 4月22日         | 砂時計         | 第1話 | 「ブレイク・タイム」                 | 藤田奈那・阿部マリア・近野莉菜   |
| 第82週           | 326 | 4月23日         | 砂時計         | 第2話 | 「意味のあるもの」                   | 藤田奈那・阿部マリア・近野莉菜   |
| 第82週           | 327 | 4月24日         | 砂時計         | 第3話 | 「三分だけ、金子君」                 | 藤田奈那・阿部マリア・近野莉菜   |
| 第82週           | 328 | 4月25日         | 砂時計         | 第4話 | 「集中力の秘密」                     | 藤田奈那・近野莉菜               |
| 第83週           | 329 | 4月29日         | 迷子           | 第1話 | 「優しさの証明書」                   | 小林茉里奈・市川美織             |
| 第83週           | 330 | 4月30日         | 迷子           | 第2話 | 「迷子の達人」                       | 小林茉里奈・伊豆田莉奈           |
| 第83週           | 331 | 5月1日          | 迷子           | 第3話 | 「路地裏の縁日」                     | 小林茉里奈・伊豆田莉奈・市川美織 |
| 第83週           | 332 | 5月2日          | 迷子           | 第4話 | 「期待の新人、現る」                 | 市川美織・伊豆田莉奈             |
| 第84週           | 333 | 5月6日          | 記念日         | 第1話 | 「3年目のケーキ」                    | 岩田華怜・入山杏奈               |
| 第84週           | 334 | 5月7日          | 記念日         | 第2話 | 「桜田桃子計画」                     | 仲俣汐里・入山杏奈・岩田華怜     |
| 第84週           | 335 | 5月8日          | 記念日         | 第3話 | 「6月嫌い」                          | 岩田華怜・仲俣汐里               |
| 第84週           | 336 | 5月9日          | 記念日         | 第4話 | 「終わりのはじまり」                 | 入山杏奈・仲俣汐里               |
| 第85週           | 337 | 5月13日         | プライド       | 第1話 | 「小さき物のプライド」               | 森川彩香・内田眞由美・中田ちさと |
| 第85週           | 338 | 5月14日         | プライド       | 第2話 | 「アメリキャからきた女」             | 森川彩香・内田眞由美・中田ちさと |
| 第85週           | 339 | 5月15日         | プライド       | 第3話 | 「猫の涙」                           | 内田眞由美・中田ちさと           |
| 第85週           | 340 | 5月16日         | プライド       | 第4話 | 「玉子な私」                         | 中田ちさと・内田眞由美・森川彩香 |
| 第86週           | 341 | 5月20日         | さよなら       | 第1話 | 「さよなら、キノ」                   | 竹内美宥・加藤玲奈               |
| 第86週           | 342 | 5月21日         | さよなら       | 第2話 | 「百メートルのバイバイ」             | 加藤玲奈・名取稚菜・竹内美宥     |
| 第86週           | 343 | 5月22日         | さよなら       | 第3話 | 「シーユー!」                        | 加藤玲奈・名取稚菜・竹内美宥     |
| 第86週           | 344 | 5月23日         | さよなら       | 第4話 | 「ホワイトレター」                   | 加藤玲奈・名取稚菜・竹内美宥     |
| 第87週           | 345 | 5月27日         | 魔法           | 第1話 | 「佐々木と齋藤」                     | 小林茉里奈・市川美織             |
| 第87週           | 346 | 5月28日         | 魔法           | 第2話 | 「奥様は美魔女」                     | 市川美織・伊豆田莉奈・小林茉里奈 |
| 第87週           | 347 | 5月29日         | 魔法           | 第3話 | 「悪魔の取引」                       | 市川美織・伊豆田莉奈・小林茉里奈 |
| 第87週           | 348 | 5月30日         | 魔法           | 第4話 | 「魔女のプライド」                   | 伊豆田莉奈・小林茉里奈           |
| 第88週           | 349 | 6月3日          | 真夜中         | 第1話 | 「姉の帰り」                         | 中田ちさと・内田眞由美・森川彩香 |
| 第88週           | 350 | 6月4日          | 真夜中         | 第2話 | 「ふたりのシンデレラ」               | 中田ちさと・内田眞由美・森川彩香 |
| 第88週           | 351 | 6月5日          | 真夜中         | 第3話 | 「告白は朝焼けの前に」               | 中田ちさと・内田眞由美・森川彩香 |
| 第88週           | 352 | 6月6日          | 真夜中         | 第4話 | 「わたしたちの最初の夜」             | 中田ちさと・内田眞由美・森川彩香 |
| 第89週           | 353 | 6月10日         | カラフル       | 第1話 | 「私たちの日々」                     | 竹内美宥・名取稚菜・加藤玲奈     |
| 第89週           | 354 | 6月11日         | カラフル       | 第2話 | 「おばあちゃんへ」                   | 名取稚菜・竹内美宥               |
| 第89週           | 355 | 6月12日         | カラフル       | 第3話 | 「一番カラフルな写真」               | 名取稚菜・加藤玲奈               |
| 第89週           | 356 | 6月13日         | カラフル       | 第4話 | 「売れ残りの真実」                   | 加藤玲奈・竹内美宥・名取稚菜     |
| 第90週           | 357 | 6月17日         | シャッフル     | 第1話 | 「君に似合う服」                     | 山内鈴蘭・伊豆田莉奈・田野優花   |
| 第90週           | 358 | 6月18日         | シャッフル     | 第2話 | 「白球に懸ける想い」                 | 山内鈴蘭・伊豆田莉奈・田野優花   |
| 第90週           | 359 | 6月19日         | シャッフル     | 第3話 | 「未来シャッフル」                   | 山内鈴蘭・伊豆田莉奈・田野優花   |
| 第90週           | 360 | 6月20日         | シャッフル     | 第4話 | 「偶然のボタン」                     | 山内鈴蘭・伊豆田莉奈・田野優花   |
| 第91週           | 361 | 6月24日         | 天の川         | 第1話 | 「今はまだ、夢の途中」               | 佐藤すみれ・島田晴香             |
| 第91週           | 362 | 6月25日         | 天の川         | 第2話 | 「サンタさんへのお願い」             | 小林香菜・佐藤すみれ             |
| 第91週           | 363 | 6月26日         | 天の川         | 第3話 | 「天の川ツアー」                     | 島田晴香・小林香菜               |
| 第91週           | 364 | 6月27日         | 天の川         | 第4話 | 「天空のレストラン」                 | 小林香菜・佐藤すみれ             |
| 第92週           | 365 | 7月1日          | うそつき       | 第1話 | 「嘘を生きて…」                      | 大家志津香・北原里英             |
| 第92週           | 366 | 7月2日          | うそつき       | 第2話 | 「人生は舞台、人は皆役者」           | 北原里英・大場美奈・大家志津香   |
| 第92週           | 367 | 7月3日          | うそつき       | 第3話 | 「ある日、突然に」                   | 北原里英・大場美奈・大家志津香   |
| 第92週           | 368 | 7月4日          | うそつき       | 第4話 | 「世界の片隅のとるにたらないお話し」 | 北原里英・大場美奈・大家志津香   |
| 第93週           | 369 | 7月8日          | チャンス       | 第1話 | 「チャンスの女神様」                 | 松井咲子・前田亜美・菊地あやか   |
| 第93週           | 370 | 7月9日          | チャンス       | 第2話 | 「キラーショップ」                   | 菊地あやか・松井咲子             |
| 第93週           | 371 | 7月10日         | チャンス       | 第3話 | 「頑張れ!斉藤ちゃん」                | 前田亜美・菊地あやか             |
| 第93週           | 372 | 7月11日         | チャンス       | 第4話 | 「今がその時!」                      | 松井咲子・前田亜美               |
| 第94週           | 373 | 7月15日         | オススメ       | 第1話 | 「今の自分」                         | 山内鈴蘭・伊豆田莉奈・田野優花   |
| 第94週           | 374 | 7月16日         | オススメ       | 第2話 | 「神アプリ モノシリたん」            | 山内鈴蘭・伊豆田莉奈・田野優花   |
| 第94週           | 375 | 7月17日         | オススメ       | 第3話 | 「冒険者へのおすすめ」               | 伊豆田莉奈・山内鈴蘭             |
| 第94週           | 376 | 7月18日         | オススメ       | 第4話 | 「ひとりぼっちのススメ」             | 田野優花・山内鈴蘭               |
| 第95週           | 377 | 7月22日         | 第六感         | 第1話 | 「スティックシュガー」               | 佐藤すみれ・小林香菜             |
| 第95週           | 378 | 7月23日         | 第六感         | 第2話 | 「それしかないから」                 | 小林香菜・島田晴香               |
| 第95週           | 379 | 7月24日         | 第六感         | 第3話 | 「坂上さんの神業」                   | 島田晴香・小林香菜・佐藤すみれ   |
| 第95週           | 380 | 7月25日         | 第六感         | 第4話 | 「ただの友情」                       | 島田晴香・小林香菜・佐藤すみれ   |
| 第96週           | 381 | 7月29日         | すいか         | 第1話 | 「真夏の甘さ」                       | 片山陽加・岩佐美咲・野中美郷     |
| 第96週           | 382 | 7月30日         | すいか         | 第2話 | 「夏の王様」                         | 片山陽加・岩佐美咲・野中美郷     |
| 第96週           | 383 | 7月31日         | すいか         | 第3話 | 「スイカの誓い」                     | 片山陽加・岩佐美咲・野中美郷     |
| 第96週           | 384 | 8月1日          | すいか         | 第4話 | 「午前零時のすいか」                 | 岩佐美咲・片山陽加               |
| 第97週           | 385 | 8月5日          | 里帰り         | 第1話 | 「姉の帰郷」                         | 前田亜美・菊地あやか・松井咲子   |
| 第97週           | 386 | 8月6日          | 里帰り         | 第2話 | 「みんなの故郷」                     | 前田亜美・菊地あやか・松井咲子   |
| 第97週           | 387 | 8月7日          | 里帰り         | 第3話 | 「ふりだしの二人」                   | 松井咲子・前田亜美               |
| 第97週           | 388 | 8月8日          | 里帰り         | 第4話 | 「おかえり、小出さん」               | 菊地あやか・松井咲子             |
| 第98週           | 389 | 8月12日         | 好奇心         | 第1話 | 「いま、生きる喜びを」               | 大家志津香・北原里英             |
| 第98週           | 390 | 8月13日         | 好奇心         | 第2話 | 「広瀬さんの話」                     | 前田亜美・松井咲子・菊地あやか   |
| 第98週           | 391 | 8月14日         | 好奇心         | 第3話 | 「半径1メートルの外側」              | 佐藤すみれ・島田晴香             |
| 第98週           | 392 | 8月15日         | 好奇心         | 第4話 | 「ビバ!好奇心」                      | 田野優花・山内鈴蘭・伊豆田莉奈   |
| 第99週           | 393 | 8月19日         | クッキー       | 第1話 | 「ことわざフォーチュンクッキー」     | 岩佐美咲・片山陽加・野中美郷     |
| 第99週           | 394 | 8月20日         | クッキー       | 第2話 | 「蜘蛛女のクッキー」                 | 野中美郷・片山陽加               |
| 第99週           | 395 | 8月21日         | クッキー       | 第3話 | 「ミラクル・クッキー・ストーリー」   | 岩佐美咲・片山陽加・野中美郷     |
| 第99週           | 396 | 8月22日         | クッキー       | 第4話 | 「サバイバル・クッキー」             | 岩佐美咲・片山陽加・野中美郷     |
| 第100週          | 397 | 8月26日         | 海の家         | 第1話 | 「誰もいない海の家」                 | 大家志津香・北原里英・大場美奈   |
| 第100週          | 398 | 8月27日         | 海の家         | 第2話 | 「崖っぷちの焼そば」                 | 大場美奈・大家志津香             |
| 第100週          | 399 | 8月28日         | 海の家         | 第3話 | 「あの夏の浮き輪」                   | 北原里英・大場美奈               |
| 第100週          | 400 | 8月29日         | 海の家         | 第4話 | 「海のバカヤロー」                   | 大場美奈・北原里英・大家志津香   |
| 第101週          | 401 | 9月2日          | 放課後         | 第1話 | 「未来形のたいやき」                 | 近野莉菜・武藤十夢               |
| 第101週          | 402 | 9月3日          | 放課後         | 第2話 | 「放課後のリハーサル」               | 小林香菜・近野莉菜               |
| 第101週          | 403 | 9月4日          | 放課後         | 第3話 | 「放課後の手芸部」                   | 小林香菜・近野莉菜               |
| 第101週          | 404 | 9月5日          | 放課後         | 第4話 | 「素晴らしい放課後の過ごし方」       | 小林香菜・武藤十夢               |
| 第102週          | 405 | 9月9日          | 反抗期         | 第1話 | 「反抗トレーニング」                 | 片山陽加・岩佐美咲               |
| 第102週          | 406 | 9月10日         | 反抗期         | 第2話 | 「秘密のタコ」                       | 岩佐美咲・野中美郷               |
| 第102週          | 407 | 9月11日         | 反抗期         | 第3話 | 「古代人研究所」                     | 片山陽加・野中美郷               |
| 第102週          | 408 | 9月12日         | 反抗期         | 第4話 | 「ささやかな自立」                   | 野中美郷・片山陽加・岩佐美咲     |
| 第103週          | 409 | 9月16日         | パーティー     | 第1話 | 「ちょっとしたパーティーに」         | 近野莉菜・小林香菜・武藤十夢     |
| 第103週          | 410 | 9月17日         | パーティー     | 第2話 | 「素敵なサプライズ」                 | 近野莉菜・小林香菜               |
| 第103週          | 411 | 9月18日         | パーティー     | 第3話 | 「わたしパーティー」                 | 武藤十夢・近野莉菜・小林香菜     |
| 第103週          | 412 | 9月19日         | パーティー     | 第4話 | 「アフターパーティー」               | 小林香菜・武藤十夢               |
| 第104週 (最終週) | 413 | 9月23日         | アンコール     | 第1話 | 「アンコール上映」                   | 倉持明日香・峯岸みなみ           |
| 第104週 (最終週) | 414 | 9月24日         | アンコール     | 第2話 | 「新しい時間」                       | 北原里英・峯岸みなみ・倉持明日香 |
| 第104週 (最終週) | 415 | 9月25日         | アンコール     | 第3話 | 「大学五年生」                       | 北原里英・峯岸みなみ・倉持明日香 |
| 第104週 (最終週) | 416 | 9月26日         | アンコール     | 第4話 | 「ある税関の一日」                   | 北原里英・峯岸みなみ・倉持明日香 |

## 主題歌・挿入歌
| OP曲 | OP曲              | 桜の花びらたち                            |
| ED曲 | 下記放送回以外    | Everyday、カチューシャ （オルゴールver.） |
| ED曲 | 第9回 - 第12回    | 風は吹いている                            |
| ED曲 | 第41回 - 第44回   | 上からマリコ                              |
| ED曲 | 第45回 - 第48回   | ノエルの夜                                |
| ED曲 | 第73回 - 第76回   | スイート&ビター                           |
| ED曲 | 第77回 - 第80回   | GIVE ME FIVE!                             |
| ED曲 | 第133回 - 第136回 | 真夏のSounds good !                       |
| ED曲 | 第185回 - 第192回 | ギンガムチェック                          |
| ED曲 | 第216回           | Everyday、カチューシャ                    |
| ED曲 | 第225回 - 第232回 | UZA                                       |
| ED曲 | 第245回 - 第248回 | 永遠プレッシャー                          |
| ED曲 | 第289回 - 第292回 | So long !                                 |
| ED曲 | 第337回 - 第348回 | さよならクロール                          |
| ED曲 | 第389回 - 第400回 | 恋するフォーチュンクッキー                |

## ネット局
一部の放送局を除き、全てのネット局が22:00 - 23:50の『オールナイトニッポンGOLD』とセットで放送している。備考記載がない局は毎週月曜 - 木曜 23:50 - 24:00で、前番組の『オールナイトニッポンGOLD』とはステブレレスで接続する。『オールナイトニッポンGOLD』未放送の局は週1日30分の放送。
| 放送対象地域   | 系列     | 放送局              | 備考                                            |
| -------------- | -------- | ------------------- | ----------------------------------------------- |
| 関東広域圏     | NRN      | ニッポン放送（LF）  | 制作局                                          |
| 北海道         | NRN      | STVラジオ（STV）    | プロ野球中継が23:40までに終了しない場合は休止。 |
| 青森県         | JRN・NRN | 青森放送（RAB）     |                                                 |
| 岩手県         | JRN・NRN | IBC岩手放送（IBC）  |                                                 |
| 山形県         | JRN・NRN | 山形放送（YBC）     |                                                 |
| 茨城県         | NRN      | 茨城放送（IBS）     |                                                 |
| 長野県         | JRN・NRN | 信越放送（SBC）     |                                                 |
| 山梨県         | JRN・NRN | 山梨放送（YBS）     |                                                 |
| 石川県         | JRN・NRN | 北陸放送（MRO）     |                                                 |
| 福井県         | JRN・NRN | 福井放送（FBC）     |                                                 |
| 中京広域圏     | NRN      | 東海ラジオ（SF）    |                                                 |
| 岐阜県         | 独立局   | 岐阜放送（GBS）     | 日曜日23:00 - 23:30、2012年4月8日～             |
| 近畿広域圏     | JRN・NRN | 朝日放送（ABC）     |                                                 |
| 和歌山県       | JRN・NRN | 和歌山放送（WBS）   |                                                 |
| 鳥取県・島根県 | JRN・NRN | 山陰放送（BSS）     | 火曜日23:30 - 24:00                             |
| 山口県         | JRN・NRN | 山口放送（KRY）     |                                                 |
| 福岡県         | NRN      | 九州朝日放送（KBC） |                                                 |
| 長崎県         | JRN・NRN | 長崎放送（NBC）     | 佐賀県での名称はNBCラジオ佐賀                   |
| 大分県         | JRN・NRN | 大分放送（OBS）     |                                                 |
| 宮崎県         | JRN・NRN | 宮崎放送（MRT）     |                                                 |

 過去のネット局 
- 鹿児島県（JRN・NRN系列）南日本放送（MBC）日曜日22:00 - 22:30、2012年4月8日～2013年3月31日[注 13][注 11]